# Distrito electoral de Eight Mile Grove
Eight Mile Grove (en inglés: Eight Mile Grove Precinct) es un distrito electoral ubicado en el condado de Cass en el estado estadounidense de Nebraska. En el Censo de 2010 tenía una población de 881 habitantes y una densidad poblacional de 8,23 personas por km².

## Geografía
Eight Mile Grove se encuentra ubicado en las coordenadas 41°0′21″N 96°3′42″O / 41.00583, -96.06167. Según la Oficina del Censo de los Estados Unidos, Eight Mile Grove tiene una superficie total de 107 km², de la cual 102.41 km² corresponden a tierra firme y (4.28%) 4.58 km² es agua.

## Demografía
Según el censo de 2010, había 881 personas residiendo en Eight Mile Grove. La densidad de población era de 8,23 hab./km². De los 881 habitantes, Eight Mile Grove estaba compuesto por el 98.64% blancos, el 0.11% eran afroamericanos, el 0.11% eran amerindios, el 0.23% eran asiáticos, el 0.34% eran de otras razas y el 0.57% pertenecían a dos o más razas. Del total de la población el 1.59% eran hispanos o latinos de cualquier raza.